# Jean Charles L'officier
Jean Charles L'officier ou Lofficier, né le 9 mai 1913 à Hanoï, (Tonkin, Indochine française), et mort le 17 mai 1974 à Cannes est un chef d'entreprise français. Il a été vice-PDG du Groupe Lafarge.

## Biographie

### Origine et famille
Jean Charles L'officier est le descendant et héritier des Lanafoërt-Doat, une famille de la noblesse de robe de Gascogne qui remonte au XIIIe siècle, et de la famille de Sabail.
Il est le fils de Pierre Marius L'officier et d'Henriette (de) Sabail (1880-1962), le frère de Charlotte Chapelain L'officier (1910-2001), le petit-fils d'Alfred (de) Sabail, l'arrière-petit-fils d'Elmire Lanafoërt-Doat (1809-1880) et l'arrière-arrière-petit-fils de Louis Lanafoërt (1782-1819). Il est cousin des familles de Sadirac de Montesquiou, de Villeneuve, Dehon-Dahlmann, Dareau-Laubadere, Ducuing et de Jean Cavaillès.

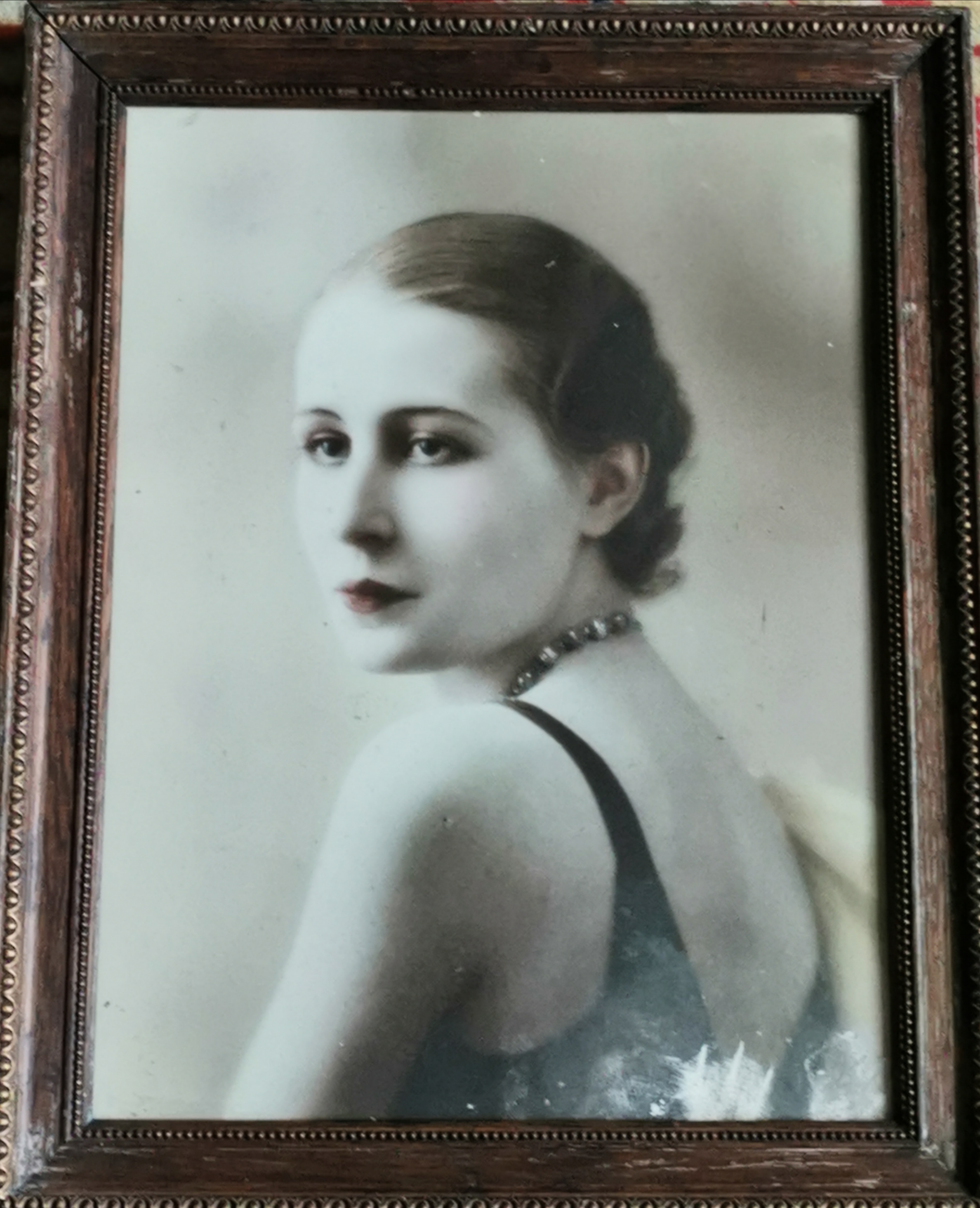
Charlotte Chapelain L'officier (1910-2001), sa sœur, 1934, Paris, Studio Harcourt , collection particulière.
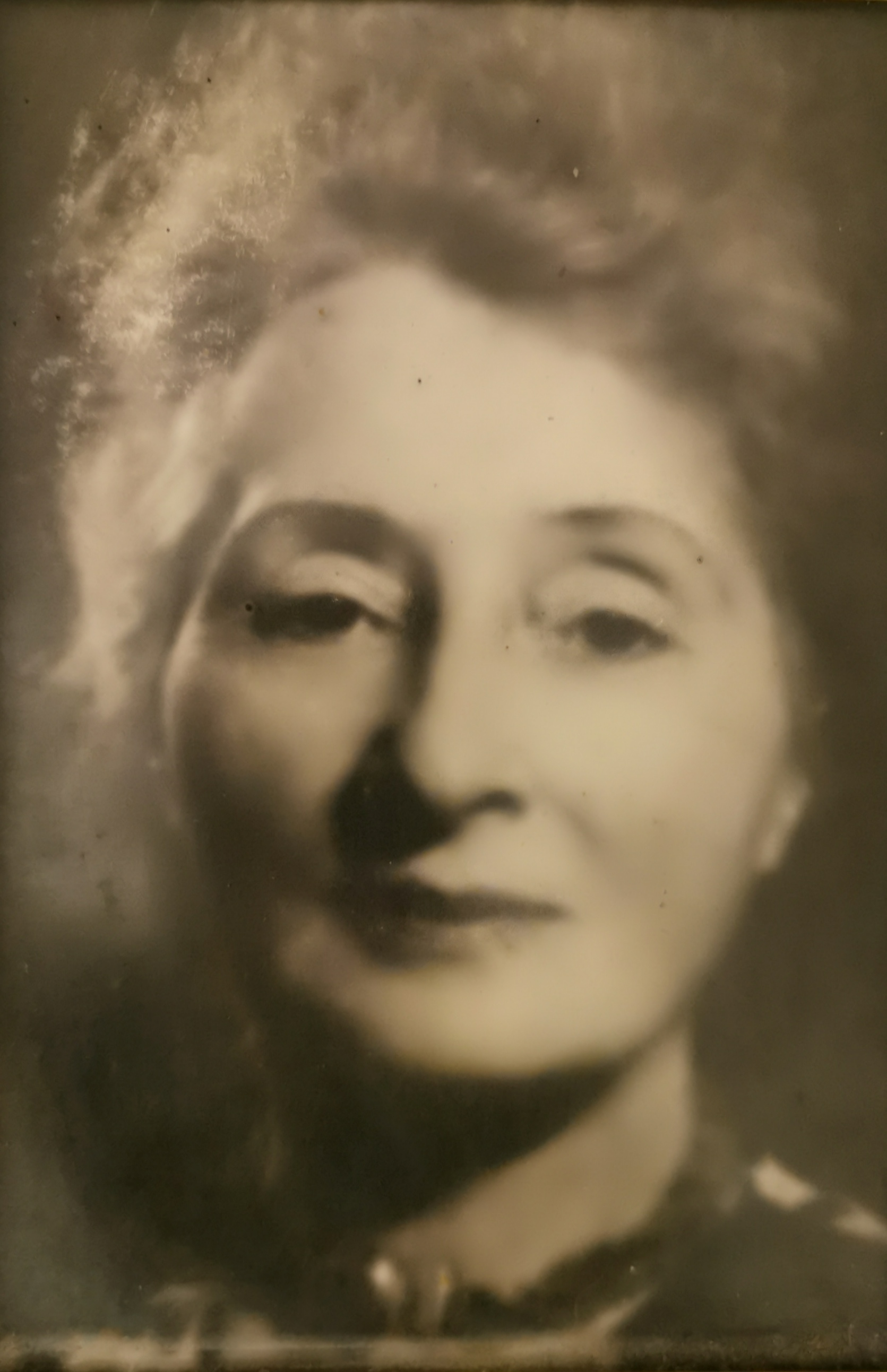
Henriette Sabail L'officier (1880-1962), sa mère, épouse de Pierre Marius L'officier, collection particulière.
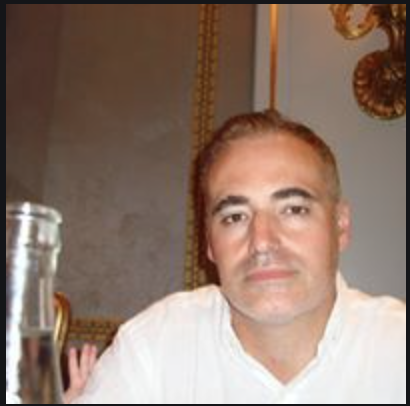
Christophe Chapelain L'officier, son petit neveu, héritier de la dynastie, collection particulière.

Il fit ses études à l'université de Paris et fut licencié en droit,, suivant la tradition familiale. Il est nommé chevalier de l'ordre souverain de Malte.

### La Seconde Guerre mondiale et les cadets de Saumur
Élève officier, puis lieutenant, durant la Seconde Guerre mondiale, à l'école de cavalerie de Saumur, dans la 5e compagnie du train, il participe héroïquement,, à la tête de sa brigade (la 34e, la brigade L'officier,) à la défense de la Loire et de Saumur. Il fait partie des fameux Cadets de Saumur,. Il est titulaire de la croix de guerre 1939-1945.

### Une carrière internationale dans le monde des affaires
Après la Seconde Guerre mondiale, il fut directeur financier, puis président du Bon Marché à Paris, puis secrétaire général de la Société Poliet et Chausson. Il entra rapidement au sein du Groupe Lafarge en 1950 sous la direction de Marcel Demonque, qui lui confia le développement du groupe à l'international.

#### Président de Lafarge Maroc (1950-1955)
Il commença par le Maroc en créant en 1950 pour Lafarge, la Société des ciments artificiels de Mecknes (CADEM) et en 1953, la deuxième cimenterie du pays. Très vite, la filiale du Maroc représenta, en 1955, 35 % de la production totale du groupe Lafarge.

#### Président de Lafarge Canada (1956-1961)
Puis Marcel Demonque lui confie le marché nord-américain, au travers d'une filiale constituée pour l'occasion en 1956, sous le nom de Lafarge Cement of North America (LCNA), installée d'abord à Vancouver puis à Montréal, où il eut pour adjoint Olivier Lecerf, futur patron de Lafarge,,. Elle est cotée à la bourse de Toronto. Il en est président de 1956 à 1961. Il est resté jusqu’en 1971, administrateur de la chambre de commerce France-Canada.

#### Président de Lafarge Brésil (1961-1963) et de l'ensemble des filiales du groupe (1961)
Jean Charles L'officier obtient, en 1961, la direction de l'ensemble des filiales du groupe à l'étranger,,,. En 1971, Lafarge réalisa plus de 50 % de son chiffre d'affaires à l'étranger, il développa et présida notamment de 1961 à 1963 la filiale Lafarge au Brésil et y résida plusieurs mois entre 1961 et 1963.

#### Vice-président et directeur général du groupe Lafarge
Enfin, L'officier fut nommé vice-président et directeur général du groupe Lafarge en 1968,,. Il devait prendre la présidence du groupe Lafarge en remplaçant Marcel Demonque, mais une grave attaque cérébrale en mars 1971 mit un terme à sa carrière. En désespoir de cause, le président Demonque appela Olivier Lecerf pour le remplacer. Il fut pressenti quelques mois avant son accident cérébral pour prendre la succession de Paul Huvelin, président du Conseil national du patronat français (CNPF), mais son accident mit fin à ce projet.

### Vie privée
Gascon d'origine, baptisé le 14 août 1920 à Plaisance du Gers, il tenta de reconstituer le patrimoine historique familiale en essayant de racheter les deux châteaux familiaux, Lannafoert à Lasserade et Montus à Castelnau Rivière Basse. Il échoue pour Montus pour des raisons de jalousie familiale, puis  il entreprend de construire une chartreuse, à Couloumé-Mondebat, la Bergerie. Cette propriété sera vendu en 1981, par sa veuve "Manette" L'officier à une branche de la famille  propriétaire de la maison de champagne Philipponnat. Il permet à la ville de Plaisance du Gers, d'avoir sa piscine, en fournissant gratuitement le ciment. Cousin du peintre, Alexandre Magenc, Il est un ami du sénateur Abel Sempé. Il reçut également à Plaisance, dans l'hôtel particulier familial Lanafoërt(-Chapelain), en 1968 et 1970, son ami Pierre Trudeau, alors Premier ministre du Canada, et James Sinclair, ministre et parlementaire canadien, pour des vacances privées et pour assister en 1970 au baptême de son petit-neveu, Christophe Chapelain L'officier.
Il se marie à Antoinette Marie Simon (1904-1993),, dite "Manette", propriétaire de la briqueterie Petit Jean à Meknès, originaire de Nancy et fille de Gustave Louis Simon (1868-1926), maire de Nancy et entrepreneur. Il n'a pas de descendance, et fait de son neveu, Pierre Chapelain L'officier son héritier (1937-2018).